# Sejm (Polen-Litauen)
Der Sejm von Polen-Litauen (polnisch Sejm walny I Rzeczypospolitej, litauisch Abiejų Tautų Respublikos Seimas lateinisch comitia generalia) war vom 14. bis zum 18. Jahrhundert das polnisch-litauische Parlament bestehend aus der höheren Kammer, dem Senat, und der niederen Kammer, dem Abgeordnetenhaus. Der König, der Senat und das Abgeordnetenhaus bildeten zusammen die Sejm-abhaltenden Stände.

## Geschichte
Als erster Sejm gilt der Kongress in Łęczyca von 1180, wobei es sich bei dieser Versammlung noch nicht um ein Parlament mit fester Ordnungsstruktur handelte. Ein solches kam erst in den 1380er Jahren am Ende der Herrschaft von Ludwig dem Großen auf, der den polnischen Adel mit zahlreichen Privilegien ausstattete, um seiner Tochter die Nachfolge auf dem polnischen Thron zu ermöglichen. Zu diesen Hoftagen kamen neben den königlichen Beamten auch der Adel und die Vertreter der Städte zusammen. Auf einem der ersten Sejm wurde Anfang 1386 Władysław II. Jagiełło zum polnischen König gewählt, womit auch der Präzedenzfall geschaffen wurde, dass dem Sejm die Wahl des Königs ablag. Der erste Sejm, auf dem Delegierte der Landtage entstand wurden, war der Sejm von Piotrków 1468. Hier fanden auch schon die Ansätze eines Zweikammerparlaments Anklang. Dieses setzte sich endgültig auf dem Sejm von Piotrków 1493 durch. Bis zur Union von Lublin 1569 fanden die Sejms der Krone an unterschiedlichen Orten statt: Piotrków, Krakau, Bromberg, Thorn, Radom, Sandomir, Lublin, Parczew und Warschau. In der Union von Lublin wurde festgelegt, dass die Gewöhnlichen Sejms in Warschau abzuhalten sind. In den Articuli Henriciani wurde 1573 festgelegt, dass der Sejm alle zwei Jahre für sechs Wochen neu einzuberufen ist. Die Tagungsdauer konnte jedoch bei Bedarf verlängert werden. Ab 1673 wurde verfügt, dass jeder dritte Gewöhnliche Sejm in Grodno stattfinden sollte. Sporadisch tagten die Sejms jedoch auch in anderen Städten: in Thorn 1576 und 1626, in Brest 1653 und in Lublin 1703. Die Verlegung in andere Städte war gewöhnlich durch Kriegshandlungen bedingt. Außergewöhnliche Sejms, die ab 1598 außerhalb des Zweijahresrhythmuses einberufen werden konnten, Convokations-Sejms und Wahl-Sejms wurden in Warschau und Krönung-Sejms in Krakau abgehalten.
Bereits früh etablierte sich, dass der König keine neuen Abgaben ohne die Zustimmung des Sejm erheben konnte. Der Sejm war aber auch die Gesetzgebende Gewalt in Polen-Litauen. Dies wurde durch die Verfassung Nihil Novi nochmals bekräftigt, die festlegte, dass der König keine Gesetze ohne die Zustimmung des Sejms erlassen durfte. Damit war auch klar, dass der König die Befugnisse des gesamtpolnischen Sejm nicht durch Einberufung von Provinzial-Sejms umgehen konnte, was im 15. Jahrhundert gängige Praxis der Jagiellonen war.
Der König rief durch Universale zum Sejm, welche an alle Provinzen verschickt und unter anderem auf allen Marktplätzen verlesen wurden. Sie enthielten neben dem Ort und der Zeit des kommenden Sejm auch die Tagesordnungspunkte. Dann kamen die Landtage in den Provinzen zusammen und wählten in der Regel jeweils zwei Abgeordnete pro Kreis als Delegierte zum Sejm. Die Delegierten erhielten von dem Landtagen in der Regel auch Vorgaben, wie sie im Sejm zu den Tagesordnungspunkten abstimmen sollten. Die Landtage fanden in der Regel sechs Wochen vor dem Beginn des Gewöhnlichen bzw. drei Wochen vor dem Beginn des Außerordentlichen Sejm statt. Auf dem Sejm mussten die meisten Beschlüsse einstimmig erfolgen. Mehrheitswahlrecht war nur bei der Feststellung der Beschlussfähigkeit und der Wahl des Sejmmarschalls vorgesehen.
Ein Gesetzesvorhaben wurde zunächst in der Abgeordnetenkammer diskutiert und sodann zur Abstimmung gebracht. Danach wurde es dem Senat weitergeleitet, der über das Vorhaben diskutierte. Soweit der Senat Änderungen wünschte, wurden diese dem König vorgelegt, der eine Endversion vorlegte. Dieses wurde dann von der Abgeordnetenkammer angenommen oder verworfen. Obwohl Einstimmigkeit in der Abgeordnetenkammer notwendig war, wurde dies bis ins 17. Jahrhundert nicht strikt befolgt. Einzelne Abweichler versuchte man zu überzeugen oder schloss sie von den Sitzungen aus. Erst 1652 kam es dazu, dass einzelne Abweichler weder dem Gesetzesvorhaben noch weiteren Beratungen zustimmten, und damit mit dem Liberum Veto die Beschlüsse zunichtemachten. Dies führte in der Regel dazu, dass der ganze Sejm beschlussunfähig wurde und die Sitzung ergebnislos abgebrochen werden musste. Unter Johann II. Kasimir wurden 35 % der Sejms ergebnislos abgebrochen, unter Michael I. sogar 67 %, unter Johann III. Sobieski 50 %, unter August dem Starken 38 % und unter seinem Sohn August III. sogar 88 %. Unter dem letzten polnischen König Stanislaus II. August Poniatowski wurde nur noch ein einziger Sejm abgebrochen, was 8 % der unter ihm einberufenen Sejms ausmachte. Eine Abschaffung des Liberum Veto wurde auf dem Convokations-Sejm 1764 versucht und endgültig vom Vierjährigen Sejm 1791 beschlossen. Der letzte Sejm kam jedoch bereits 1793 zusammen, da mit der Dritten Polnischen Teilung der Sejm abgeschafft wurde.
Zu den Kompetenzen des Sejm zählte die Legislative, die Verteidigung der Rechte und Privilegien des Adels, die Kontrolle des Königs einschließlich der Einhegung eines Vetos gegen seine Entscheidungen, die Bestimmung von Abgaben und Steuern, die Entscheidung über Krieg und Frieden, die Erhebung einer Armee, die Bestimmung über den Haushalt der Adelsrepublik, die Abordnung von Diplomaten und Gesandten, die Wahl und Krönung eines neuen Königs.

## Nachweise
- R. Łaszewski, S. Salmonowicz, Historia ustroju Polski, Toruń 2001
- J. Bardach, B. Leśnodorski, M. Pietrzak, Historia ustroju i prawa polskiego, Warszawa 2003
- Historia sejmu polskiego. praca zbiorowa pod redakcją Jerzego Michalskiego. Tom I do schyłku szlacheckiej Rzeczypospolitej, Warszawa 1984